# Ralph DePalma
Raffaele "Ralph" De Palma (19 de dezembro de 1882 – 31 de março de 1956) foi um automobilista campeão de corridas de carros italiano-americano e esteve em dez 500 Milhas de Indianápolis: 1911-1913, 1915, 1919-1923 e 1925. Ele venceu as 500 Milhas de Indianápolis de 1915 e largou duas vezes na pole position: 1920 e 1921.

## Biografia
Nascido em Biccari, Apulia, Itália, a família de DePalma emigrou para os Estados Unidos em 1893. Na juventude ele tentou corridas de bicicletas. Correndo com sucesso misto, mas com 22 anos começou a correr com motocicletas antes de mudar para o circuito de corrida de pistas de automóvel em 1909, o ano em que a American Automobile Association estabeleceu os campeonatos americanos de corrida.
Sua entrada no International Motorsports Hall of Fame estima que ele venceu cerca de 2 000 corridas. DePalma venceu os campeonatos nacionais da American Automobile Association de 1908, 1909, 1910, e 1911 e é creditado com vencer 24 corridas de carro americanas sendo campeão. Ganhou o campeonato nacional canadense em 1929. DePalma estimou que tinha ganhado $ 1,5 milhões por 1934 após competir por 27 anos. Ele é induzido em vários salões da fama. Ele competiu em corridas em pistas de terra e ovais.
Ele foi o vencedor das 500 Milhas de Indianápolis de 1915. Mais tarde, foi incluído no International Motorsports Hall of Fame e no Motorcycle Hall of Fame.
Um caso marcante, e ao mesmo curioso, da carreira de Ralph DePalma, aconteceu na tradicional 500 Milhas de Indianápolis, no ano de 1912. Após liderar a corrida por 196 voltas, ele teve de sair do carro e empurrá-lo por duas voltas. Chegou em 12º, mas foi ovacionado pela torcida.
DePalma também correu em stock cars até se aposentar em 1936. Em toda sua carreira estima-se que DePalma competiu em 2 889 corridas na América do Norte(ele também correu no Canadá) e na Europa e ganhou 2 557, de acordo com o seu obituário de 1º de abril de 1956 da Associated Press, que apareceu no Detroit Free Press.
Morreu em 1956, aos 73 anos, vitimado por um câncer.

## Honrarias
- Em 1973, ele foi feito um membro póstumo do Automotive Hall of Fame em Dearborn, Michigan.
- Em 1991, ele foi introduzido no International Motorsports Hall of Fame.[8]
- Ele foi nomeado para o National Sprint Car Hall of Fame em 1991.
- Ele foi introduzido no Motorsports Hall of Fame of America em 1992.
- Em 2006, DePalma foi introduzido no Elgin (IL) Sports Hall of Fame.[13]